# Streptocarpus zimmermanii
Streptocarpus zimmermanii är en tvåhjärtbladig växtart som beskrevs av Engler. Streptocarpus zimmermanii ingår i släktet Streptocarpus och familjen Gesneriaceae. Inga underarter finns listade i Catalogue of Life.